# هونگ آه روم
هونگ آه روم (کره‌ای: 홍아름؛ زادهٔ ۲۸ مارس ۱۹۸۹) بازیگر اهل کره جنوبی است. هونگ حرفه ی خود را در سال ۲۰۰۶ با حضور یک تبلیغ تلویزیونی آغاز کرد. او در مجموعه‌های تلویزیونی از جمله تو باارزش منی، خدای جنگ و قمارباز سلطنتی ایفای نقش کرده‌است.